# Onthophagus limonensis
Onthophagus limonensis é uma espécie de inseto do género Onthophagus da família Scarabaeidae da ordem Coleoptera.

## História
Foi descrita cientificamente pela primeira vez no ano de 2001 por Kohlmann & Solis.